# Lidón
Lidón is een gemeente in de Spaanse provincie Teruel in de regio Aragón met een oppervlakte van 40,40 km². Lidón telt 55 inwoners (1 januari 2016).

## Demografische ontwikkeling
Bron: INE, 1857-2011: volkstellingen